# Birgitta Isander
Birgit "Birgitta" Matilda Isander, gift Young, född 10 februari 1923 i Sofia församling i Stockholm, död 1983 i London, var en svensk skådespelare.
Hon var Miss China 1943. Gifte sig i Paris 1946  med journalisten och författaren George Gordon Fussell Young  som hon träffade då han arbetade på brittiska ambassaden i Stockholm under kriget. De bosatte sig sedan i Berlin.

## Filmer
- 1943 – Sjätte skottet

## Teater

### Roller
| År   | Roll               | Produktion                                       | Regi             | Teater      |
| ---- | ------------------ | ------------------------------------------------ | ---------------- | ----------- |
| 1948 | Daphne Stillington | Fröjd för stunden (Present Laughter) Noël Coward | Per-Axel Branner | Nya Teatern |